# Cratere Doon
Doon  è un cratere sulla superficie di Marte.